# Osmoxylon confertiflorum
Osmoxylon confertiflorum är en araliaväxtart som beskrevs av Barry John Conn och David Frodin. Osmoxylon confertiflorum ingår i släktet Osmoxylon och familjen Araliaceae. Inga underarter finns listade.